# José María Calatrava
José María Calatrava (Mérida, 26 febbraio 1781 – Madrid, 16 gennaio 1846) è stato un politico e giurista spagnolo, è stato Presidente del Consiglio dei Ministri.